# 千昌夫
千 昌夫（せん まさお、本名：阿部 健太郎（あべ けんたろう）、1947年4月8日— ）日本演歌歌手、企業家，歌曲『北國之春』的原唱者。

## 經歷
岩手縣陸前高田市出身，小規模農戶阿部家的次子，小學四年級時父親身亡。高二時的春假休學遠赴東京，投身至知名作曲家遠藤實的門下學習，1965年以『君が好き』一曲正式出道。
1966年，本作為B面曲發行的『星影下的华尔兹』，經其努力不懈的四處走訪拜託，最終經過全國有線放送後於隔年秋季成為熱門歌曲，1968年重新發行時銷售量達170萬張，奪下當年第一屆公信榜單曲銷量排行榜冠軍及榮獲第1回日本有線大賞特別獎，並獲得當年底第19回NHK紅白歌合戰出場機會，至此成為家喻戶曉的名歌手。
1979年，發行於1977年的『北國之春』在此年取得極大的成功，銷售量高達130萬張，排名當年公信榜排行榜第五名，並榮獲了當年第21回日本唱片大賞的長期暢銷獎。
1980年後陸續發行了『味噌汁の詩』、『望郷酒場』、『夕焼け雲』、『津輕平野』等演歌流行曲，並連續十年獲邀於紅白歌合戰登場演出，成了當時熱門的演歌歌手，並開啟了歌唱生涯的黃金時代。
1970年，以4000萬日圓購入位於宮城縣仙台市郊外約五萬坪的山林地。後隨著東北新幹線的興建，這塊地被納入都市化區域範圍中，價值更因此翻漲了十倍，成為了其日後投資事業的起點。
1972年，成立了「阿部國際投資顧問株式會社」並擔任社長，透過向銀行大額借貸，開始買賣各地房地產。在隨著時間推進且受到當時日本泡沫經濟的環境的影響下，其資產也不斷增加，不僅擁有位於日本國內以及國外等地的各類房地產，也收藏多輛勞斯萊斯高級汽車以及私人飛機，事業與資產遍及世界各地，如此龐大的財富實力使得其在當時的日本社會被稱為「歌唱的不動產王」，而在處於財富高峰的同時，也結束歌唱事業上的發展。
1991年，日本泡沫經濟瓦解，其所經營的房地產投資事業也隨之崩盤，更由於之前的大量借貸導致債臺高築，「阿部國際投資顧問株式會社」也在2000年向東京地方裁判所申請特別清算，負債總額高達1,034億日圓。
1991年3月，以『おやじ先生』一曲復出，並以積極的姿態專注於歌唱事業上的發展。
2011年，日本311大地震，積極投入各地賑災救援。年底獲邀出席第62回NHK紅白歌合戰。
2014年，以『長持祝い唄』一曲獲第47回日本有線大賞有線音楽優秀賞。
2016年，榮獲第58回日本唱片大賞功勞獎。

## 個人生活
千昌夫有兩段婚姻。
第一任妻子是來自美國的爵士女歌手Joan Shepherd，兩人在1972年結婚，1988年離婚。
現任妻子是一位與其相差18歲的外國女子，兩人婚後育有3名子女。

## NHK紅白歌合戰出場歷
| 年度/回數                 | 回 | 曲目             | 出演順    | 對戰歌手     | 備註           |
| ------------------------- | -- | ---------------- | --------- | ------------ | -------------- |
| 1968年（昭和43年）/第19回 | 初 | 星影のワルツ     | 03/23     | ペギー葉山   | 首次出場       |
| 1969年（昭和44年）/第20回 | 2  | 君がすべてさ     | 02/23     | いしだあゆみ |                |
| 1970年（昭和45年）/第21回 | 3  | 心の旅路         | 10/24     | 小川知子     |                |
| 1971年（昭和46年）/第22回 | 4  | わが町は緑なりき | 19/25     | 渚ゆう子     |                |
| 1977年（昭和52年）/第28回 | 5  | 北国之春         | 12/24     | 和田現子     | 6年來再次出場  |
| 1978年（昭和53年）/第29回 | 6  | 北国之春（2）    | 13/24     | 和田現子(2)  |                |
| 1979年（昭和54年）/第30回 | 7  | 北国之春（3）    | 18/23     | 小林幸子     |                |
| 1980年（昭和55年）/第31回 | 8  | 味噌汁の詩       | 20/23     | 森昌子       |                |
| 1981年（昭和56年）/第32回 | 9  | 望郷酒場         | 05/22     | 松田聖子     |                |
| 1982年（昭和57年）/第33回 | 10 | 北国之春（4）    | 11/22     | 島倉千代子   | 前半場壓軸     |
| 1983年（昭和58年）/第34回 | 11 | 夕焼け雲         | 08/21     | 牧村三枝子   |                |
| 1984年（昭和59年）/第35回 | 12 | 津軽平野         | 03/20     | 高田みづえ   |                |
| 1985年（昭和60年）/第36回 | 13 | あんた           | 03/20     | 鄧麗君       |                |
| 1986年（昭和61年）/第37回 | 14 | 望郷旅鴉         | 16/20     | 松原のぶえ   |                |
| 1989年（平成元年）/第40回 | 15 | 北国之春（5）    | 第1部出演 | （無）       | 3年來再次出場  |
| 2011年（平成23年）/第62回 | 16 | 北国之春（6）    | 16/25     | 平原綾香     | 22年來再次出場 |

## 來源
1. ↑  . josh-finance.blogspot.tw.   [2017-07-07]. （原始内容存档于2017-08-14）.